# 陳氏玉然
陳氏玉然（越南语：／，?—?），越南鄭阮紛爭時期鄭主追封睿祖晋光王鄭柄的正妃。
陳氏玉然是东城县安杲社人。她的生卒年不详。廉郡公陈登瀛之女。他的丈夫鄭柄没有继承鄭主王位，鄭柄的兒子鄭棡于永盛五年（1709年），在鄭根（鄭柄祖父）死后嗣位。陳氏玉然于十月二十六日去世，葬在安定县沛溧社，谥号温容 (一作慈容)。